# Sommauthe
Sommauthe is een gemeente in het Franse departement Ardennes in de regio Grand Est en telt 119 inwoners (2018). De plaats maakt deel uit van het arrondissement Vouziers.

## Geschiedenis
De gemeente maakte deel uit van het kanton Buzancy tot dit op 22 maart werd opgeheven en gemeenten werden opgenomen in het kanton Vouziers.

## Geografie
De oppervlakte van Sommauthe bedraagt 9,9 km², de bevolkingsdichtheid is dus 11,9 inwoners per km².
De onderstaande kaart toont de ligging van Sommauthe met de belangrijkste infrastructuur en aangrenzende gemeenten.

## Demografie
Onderstaande figuur toont het verloop van het inwonertal (bron: INSEE-tellingen).

Vanwege een beveiligingsprobleem met de MediaWiki Graph-software is het momenteel niet mogelijk deze grafiek weer te geven. Zodra de software is bijgewerkt zal de grafiek vanzelf weer zichtbaar worden.